# 逆時針方向
以逆時針方向運行指依從時針移動的相反方向（如圖），即可視為由左上方向下，然後轉向右，再回到上。也就是說逆時針方向就是順時針方向的相反，也是鏡射變換後的結果，故逆時針方向的反方向就是順時針方向。太陽系大部分的行星由北半球正上方看下去，該自轉屬於逆時針，但金星是順時針方向和其他行星相反。

逆時針方向

## 起源
逆時針起源於順時針。時針最早出現在北半球，由於針是日晷的針，該旋轉方向就是順時針方向，以此類推該方向的相反就是逆時針方向。

逆時針方向的螺旋

歷史上，曾有猶太人將時鐘做成逆時針運行，以配合希伯來文由右至左閱讀的傳統，如歐洲部分猶太教會堂的時鐘 。而在現代，有部分時鐘以逆時針方向運行以作創新。

## 例子
- 大阪環狀線是一條十分有效率的雙線鐵路，一條以逆時針方向行駛，另一條以順時針方向行駛，環繞大阪市的市中心
- 從北方鳥瞰太陽系大部分的天體公轉軌道是逆時針方向公轉的，海衛一例外。
- β粒子在通過磁場時，如果磁場的方向是由內向外，其粒子會以逆時針方向扭曲，路徑呈弧形，這種扭曲可以利用安培右手定則描述：拇指代表磁場方向，其餘四指代表負電子的扭曲路徑。
- 亞速海海流以逆時針方向運動，潮水高度不定，但最高可達5公尺。冬季大幅封凍。
- 加拉帕戈斯板塊北面的更小型板塊北加拉帕戈斯板塊（Northern Galapagos Microplate）以逆時針方向轉動。

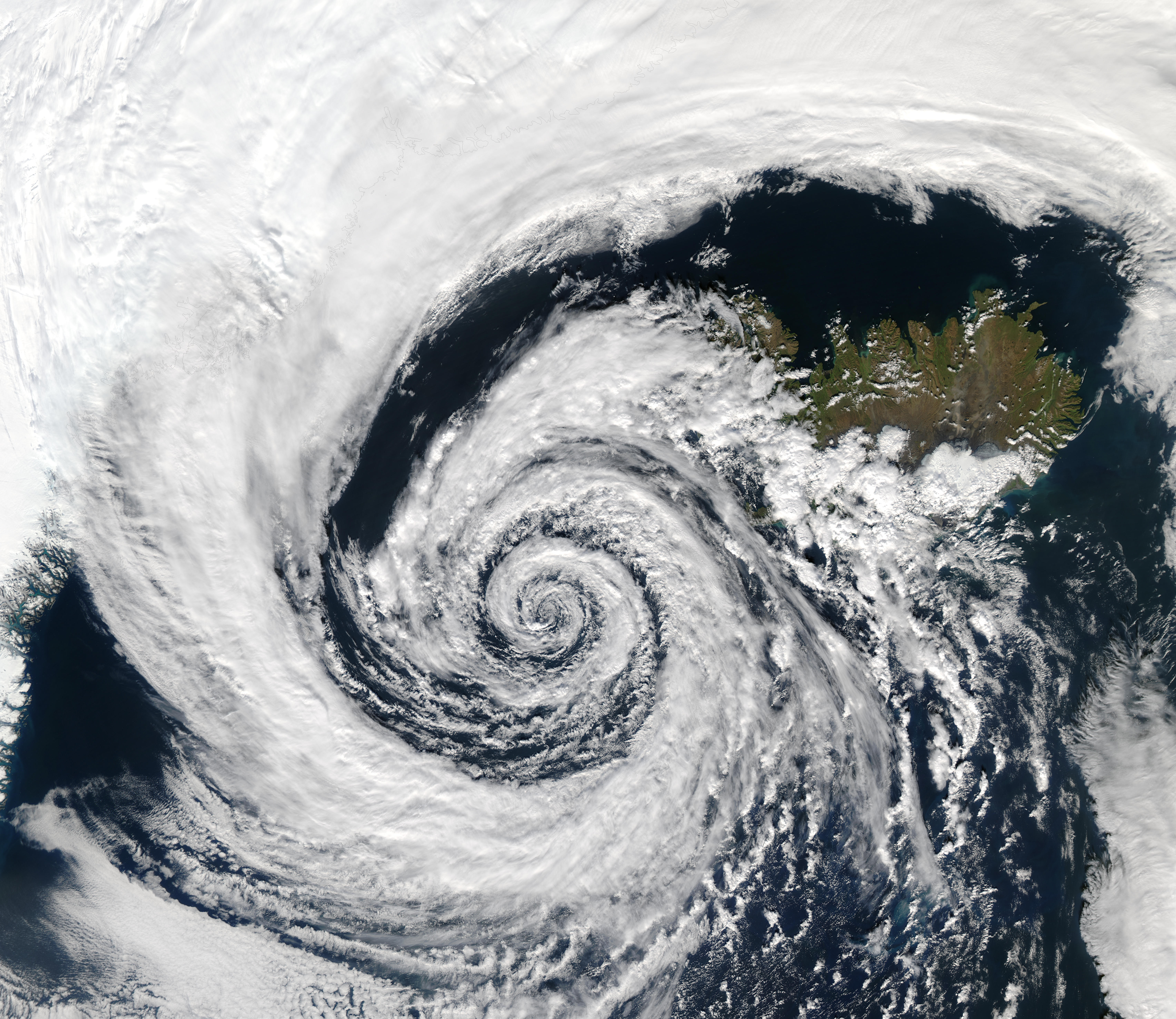
北半球的溫帶氣旋。

- 研究顯示由於受東面的阿拉伯板塊擠壓而歐亞大陸板塊阻礙北移方向，安那托利亞板塊正以逆時針方向轉動，而非洲板塊沉入安那托利亞板塊下。
- 北半球的熱帶風暴、颱風、低氣壓、溫帶氣旋是以逆時針方向旋轉的。
- 南半球的高氣壓是以逆時針方向旋轉的。
- 巴芬灣的海流以逆時針方向流動。
- 三角學和數學，平面角度傳統上以逆時針方向量度。
- 一般螺絲、容器的蓋都是以逆時針方向鬆開。
- 圓環狀的田徑跑道以逆時針做為跑步遵行方向。